# Dolen (Smoljan)
Dolen (Bulgaars: Долен) is een dorp in het zuiden van Bulgarije, niet ver van de Griekse grens. Het dorp is gelegen in de gemeente Zlatograd in de oblast Smoljan. Het dorp ligt hemelsbreed ongeveer 39 km ten zuidoosten van de regionale hoofdstad Smoljan en 205 km ten zuidoosten van Sofia.

## Bevolking
Op 31 december 2020 telde het dorp Dolen 1.090 inwoners.
| Bevolkingsontwikkeling tussen 1934 en 2020          |
| --------------------------------------------------- |
|                                                     |
| Bron: Nationaal Statistisch Instituut van Bulgarije |

In het dorp wonen nagenoeg uitsluitend etnische Bulgaren met een islamitische achtergrond - ook wel Pomaken genoemd in de volksmond. In de optionele volkstelling van 2011 identificeerden 803 van de 858 ondervraagden zichzelf als etnische Bulgaren, terwijl 54 ondervraagden een 'andere' etniciteit aangaven en 465 inwoners niet werden ondervraagd.
| Etnische samenstelling van de respondenten (2011) | Etnische samenstelling van de respondenten (2011) | Etnische samenstelling van de respondenten (2011) | Etnische samenstelling van de respondenten (2011) | Etnische samenstelling van de respondenten (2011) |
| ------------------------------------------------- | ------------------------------------------------- | ------------------------------------------------- | ------------------------------------------------- | ------------------------------------------------- |
|                                                   |                                                   |                                                   |                                                   |                                                   |
| Bulgaren                                          | Bulgaren                                          |                                                   | 93,6%                                             | 93,6%                                             |
| Turken                                            | Turken                                            |                                                   | 0,0%                                              | 0,0%                                              |
| Roma                                              | Roma                                              |                                                   | 0,0%                                              | 0,0%                                              |
| Anders/Onbekend                                   | Anders/Onbekend                                   |                                                   | 6,4%                                              | 6,4%                                              |